# 後閑 (みなかみ町)
後閑（ごかん）は、群馬県利根郡みなかみ町の地名（大字）。みなかみ町役場本庁舎所在地。人口は1729人（令和2年国勢調査）。

## 地理
みなかみ町南東部に位置する。東は師（もろ）、真庭、西は利根川を挟んで下津、月夜野、北は下牧、上牧、大沼、沼田市佐山町と接する。町域の南西端を利根川が南流し、支流の赤谷川が右岸より合流する。
町域の南西部をJR上越線が通過し、途中に後閑駅が置かれている。線路を境に東側は三峰山の麓の農村地帯となっており、一方の西側は駅前の幹線道路沿いを中心に商店街および住宅地を形成している。駅前はみなかみ町役場本庁舎や中央公民館といった公共施設のほか、郵便局、銀行の支店、コンビニエンスストア、飲食店などが軒を連ねる。
「後閑区」と言った場合は後閑・真庭・下牧に属する地域の一部を指し、後閑の一部は町組区に属する。

### 山
- 石尊山（751.6m）[1]

### 河川
- 利根川[1]
- 四ヶ村用水[12]
- 古馬牧用水[12]

## 歴史
南北朝時代、康永年間（1342年 - 1345年）に後閑次郎祐房が後閑館を築き、村の開発に当たったという。祐房は小川城の城主・小川次郎景秋の次男である。江戸時代、真田氏が治めた時代に用水路の開削や新田開発、筏河岸の設置が行われた。四か村組合堰は利根川の水を取り入れ上牧・下牧・後閑・師の4村を潤した一方、新田開発により草刈場（秣場）が減少し、村同士での三峰山の入会権争いに発展した。
明治に入り古馬牧村の大字となり、村役場が設置される。当初は真庭地籍が官選による役場候補地であったが、北部の反対を受けて後閑舟戸の民家を借用する形をとった。その後、月夜野町を経てみなかみ町の大字となる。

### 沿革
- 南北朝時代 - 康永年間に後閑館築城[13]。

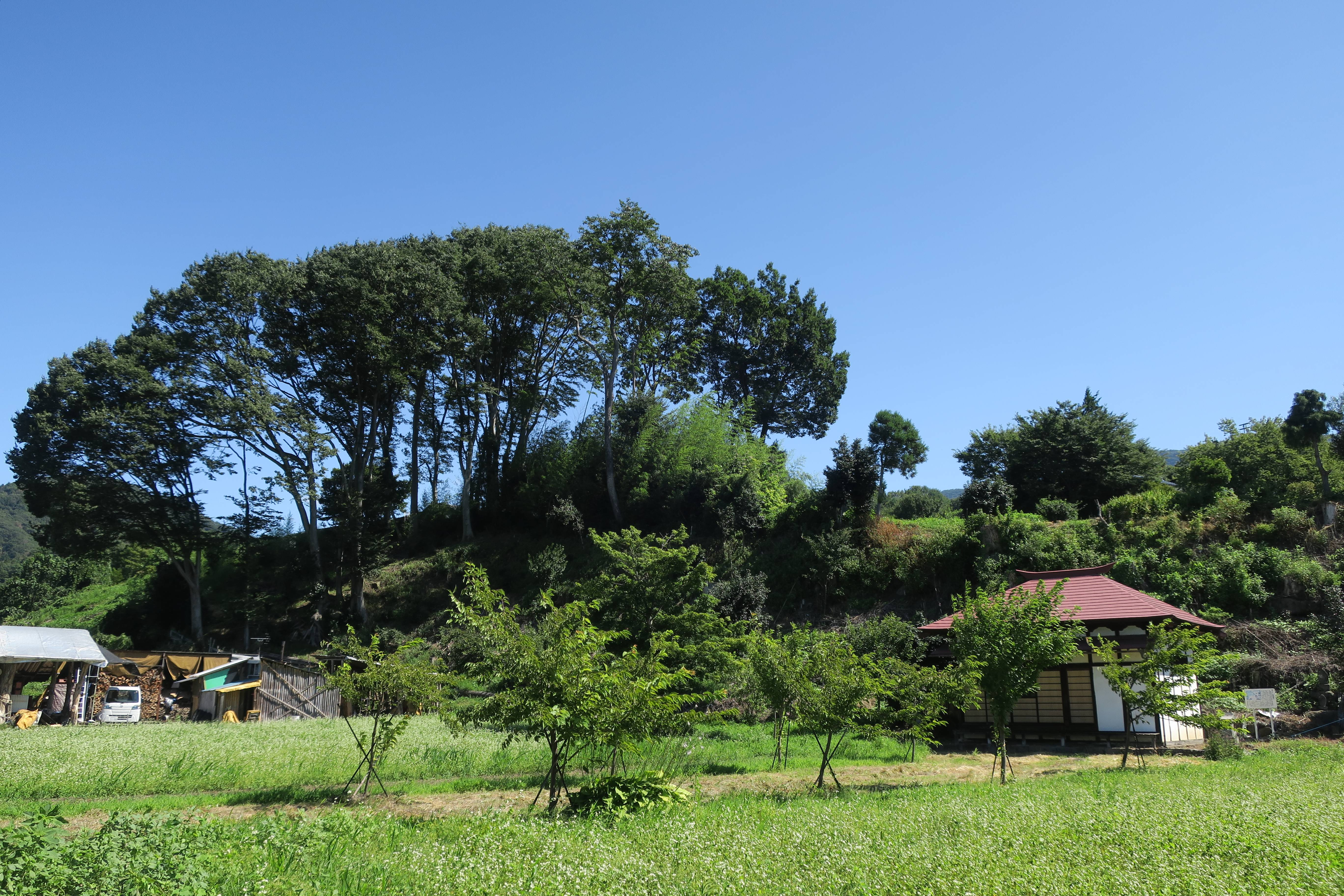
後閑館址。右の建物は増田堂。奥の高台は内小山砦址。

- 戦国時代 - 天正年間の古文書に後閑の地名が見える[15]。
- 江戸時代 - 利根郡後閑村。当初は沼田藩領[15]。
  - 天和元年 - 幕府領となる[15]。
  - 元禄11年 - 信濃国岩村田藩内藤氏領となる[15]。
  - 元禄16年 - 沼田藩領となる[15]。
  - 享保15年 - 幕府領となる[15]。
  - 享保17年 - 沼田藩領となる[15]。
- 1889年（明治22年） - 利根郡古馬牧村大字後閑[15]。後閑舟戸に古馬牧村役場が置かれる[17]。
- 1931年（昭和6年） - 役場を現在地に移転[18]。
- 1955年（昭和30年） - 利根郡月夜野町大字後閑[15]。
- 1983年（昭和58年） - 役場を建て替え[19]。
- 2005年（平成17年）10月1日 - 利根郡みなかみ町後閑[6]。

## 経済
- 農業 - 農業経営基盤強化促進法に基づき町が2025年（令和7年）に策定した地域計画によると、後閑地区（後閑、坂上、岩瀬）の農地面積は77.5ヘクタール、うち田が32.4ヘクタール、畑（果樹、茶等を含む）が45ヘクタールで、主な作物は水稲、ソバ、キノコ類である。後継者不足や高齢化、獣害が課題である[20]。
- 金融機関 - 群馬銀行月夜野支店（後閑321-8）・水上支店（月夜野支店内）[21]、住友生命保険相互会社群馬支社月夜野支部（後閑1246）がある[22]。
- 飲食店
  - みなかみ町観光協会ウェブサイト掲載のレストラン・食堂 - 和洋レストラン竹（後閑693-7）、満留伊屋食堂（後閑317）[23]
  - みなかみ町商工会ウェブサイト掲載の飲食店 - 大衆居酒屋 舟宿（後閑314-4）[24]
  - ドイツコーヒー夢（後閑駅前） - 1962年（昭和37年）に開業した、ドイツ料理を提供する喫茶店。創業者は戦時中にパプアニューギニアのラバウルで少年兵として従軍し、アメリカ軍の捕虜となった際、ドイツ系アメリカ人兵士に親切にされた経験から、ドイツに関心を抱いたという。このほか従軍中の料理経験を基にした、戦地でも食欲を失わないようにと香辛料を効かせた野戦料理と呼ばれるメニューもある[25]。

### 町内に本社を置く企業

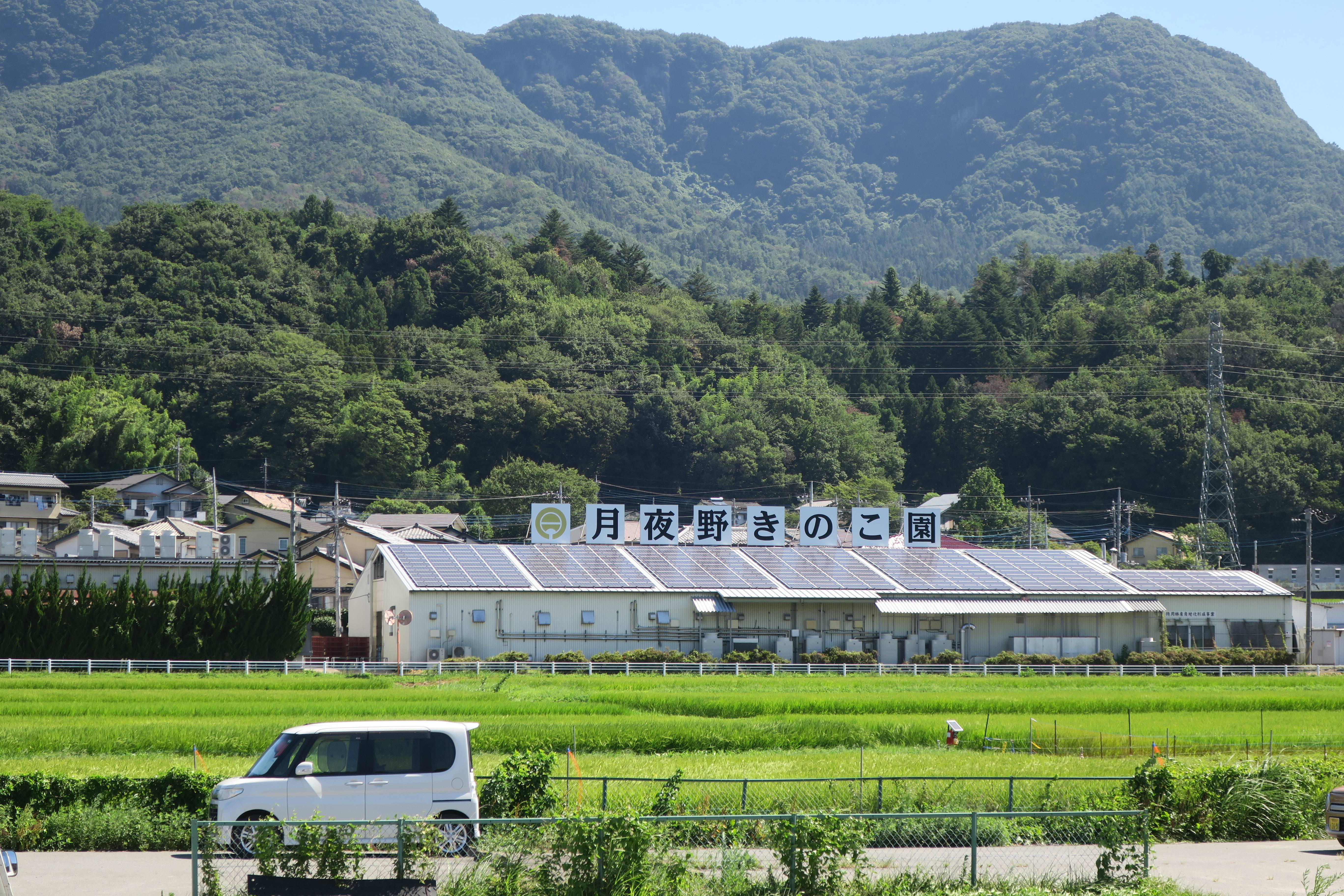
月夜野きのこ園

- 有限会社月夜野きのこ園（後閑1170番地、法人番号：9070002035896）[26] - シイタケの菌床栽培を始め、希少種の雪割茸や、エリンギとバイリングを掛け合わせた谷川茸といったキノコ類の生産・販売を行う[27]。キノコ生産から発展しカブトムシなど昆虫の飼育用品も手がける[28]。

## 交通

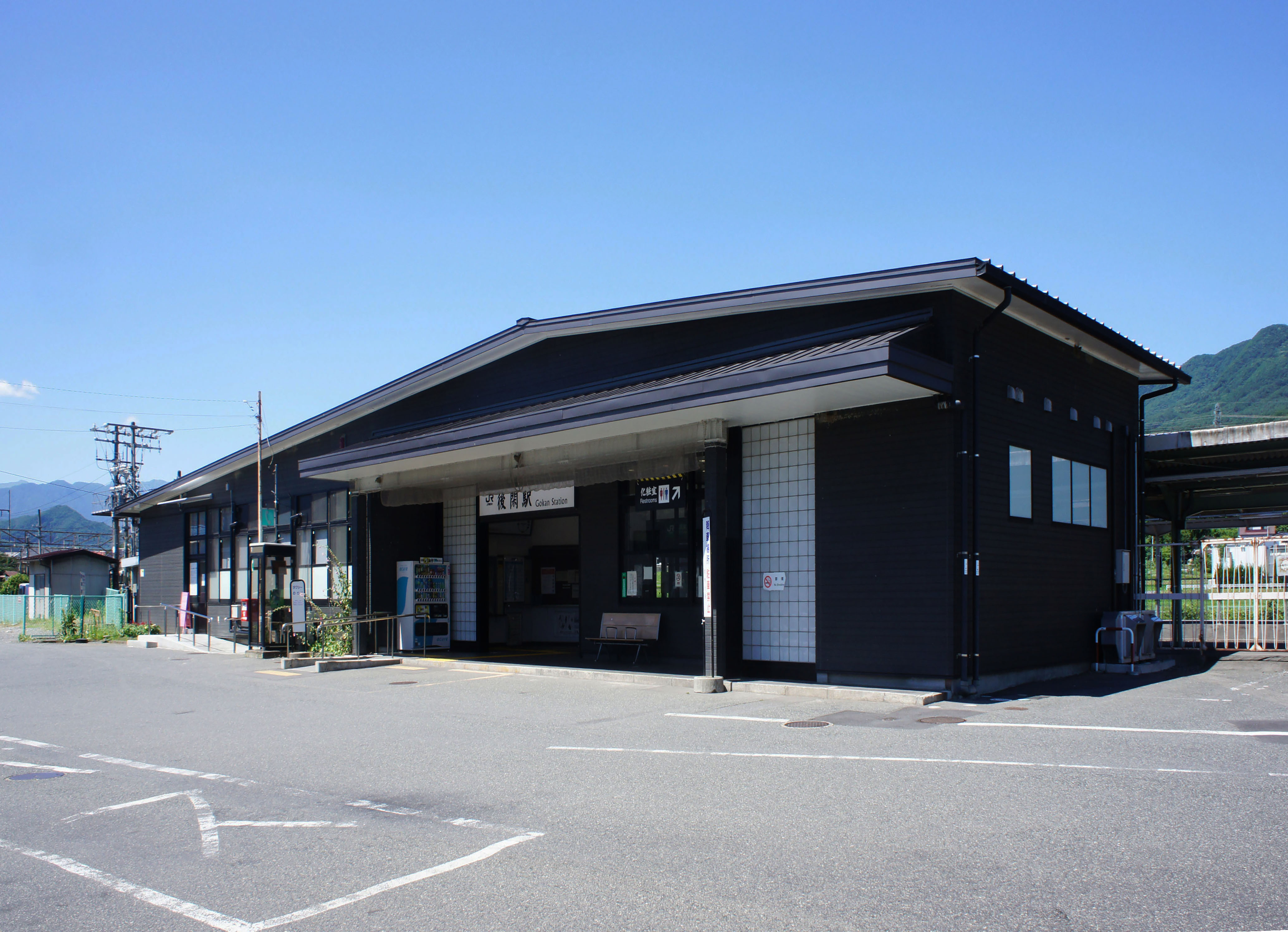
後閑駅

### 鉄道
- 東日本旅客鉄道（JR東日本）上越線
  - 後閑駅（後閑1237） - 東日本旅客鉄道高崎支社所属の鉄道駅。1926年（大正15年）11月20日開業[29]。2018年（平成30年）4月20日に無人駅化され、2021年（令和3年）4月20日に旧駅務室を活用した地元学生向けの学習室「後閑駅ナカ学習室 みんなの放課後ターミナル」が開設された[30]。

### 道路
- 関越自動車道 - 町内を高速道路が通過するがインターチェンジはない。最寄りのインターチェンジは月夜野インターチェンジ[9]。
- 群馬県道61号沼田水上線[9]（国道17号旧道）
- 群馬県道273号後閑羽場線[9]
- 利根沼田広域農道（利根沼田望郷ライン）[9]
- 都市計画道路真政悪戸線 - 当町から「徒渉橋」（ただわたりばし、2017年8月9日開通[31]）で利根川を渡り、後閑駅とみなかみ町立月夜野中学校や月夜野総合体育館などを結ぶ[32]。橋のたもとには橋名に通ずる万葉歌碑が建つ[33]。本道は将来的に利根川沿いを南下し国道17号月夜野バイパス（月夜野インターチェンジ付近）へ接続する計画である[34]。
- 後閑駅付近の県道61号沿いに佐々木石油によるENEOSのガソリンスタンド「月夜野SS」（後閑1253）がある[35]。
- 後閑駅前に町営の月極駐車場（48台）[36]およびコインパーキングがある[37]。

### バス

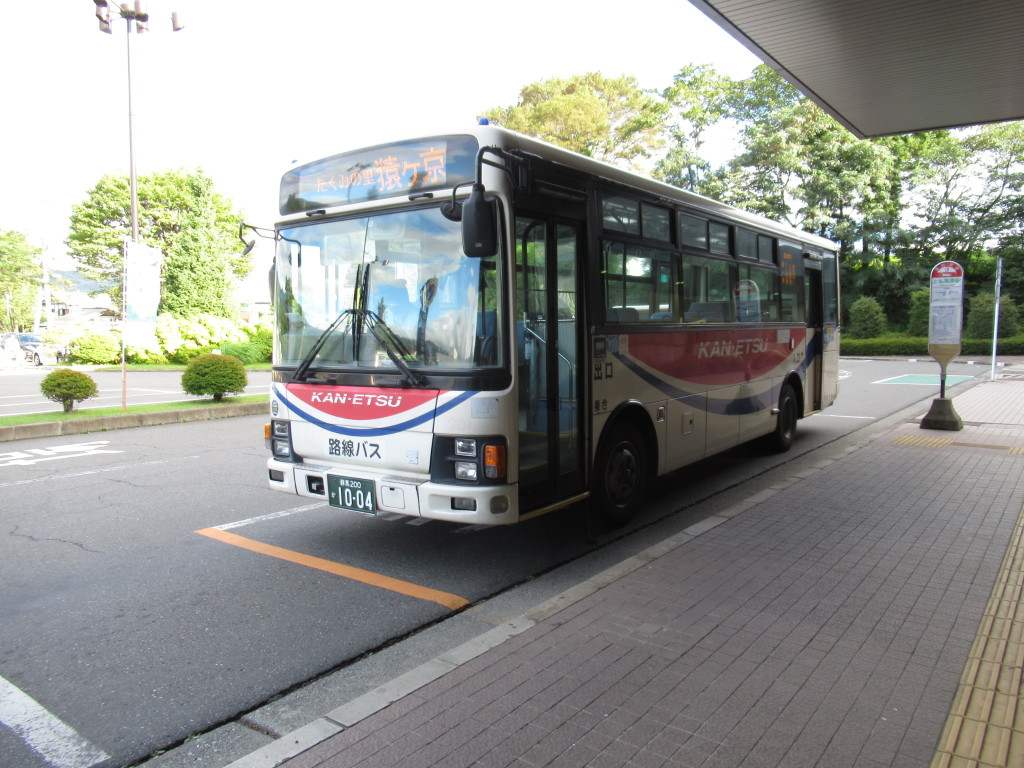
関越交通バス猿ヶ京線の車両（上毛高原駅）

町内のバス停留所としては後閑駅前に「後閑駅前」があり、県道61号沿いに北へ順に「月夜野橋」、「上河原」がある。関越交通が鎌田線、猿ヶ京線を自主運行しており、上毛高原駅・猿ヶ京温泉方面および沼田駅・片品村方面を結んでいる

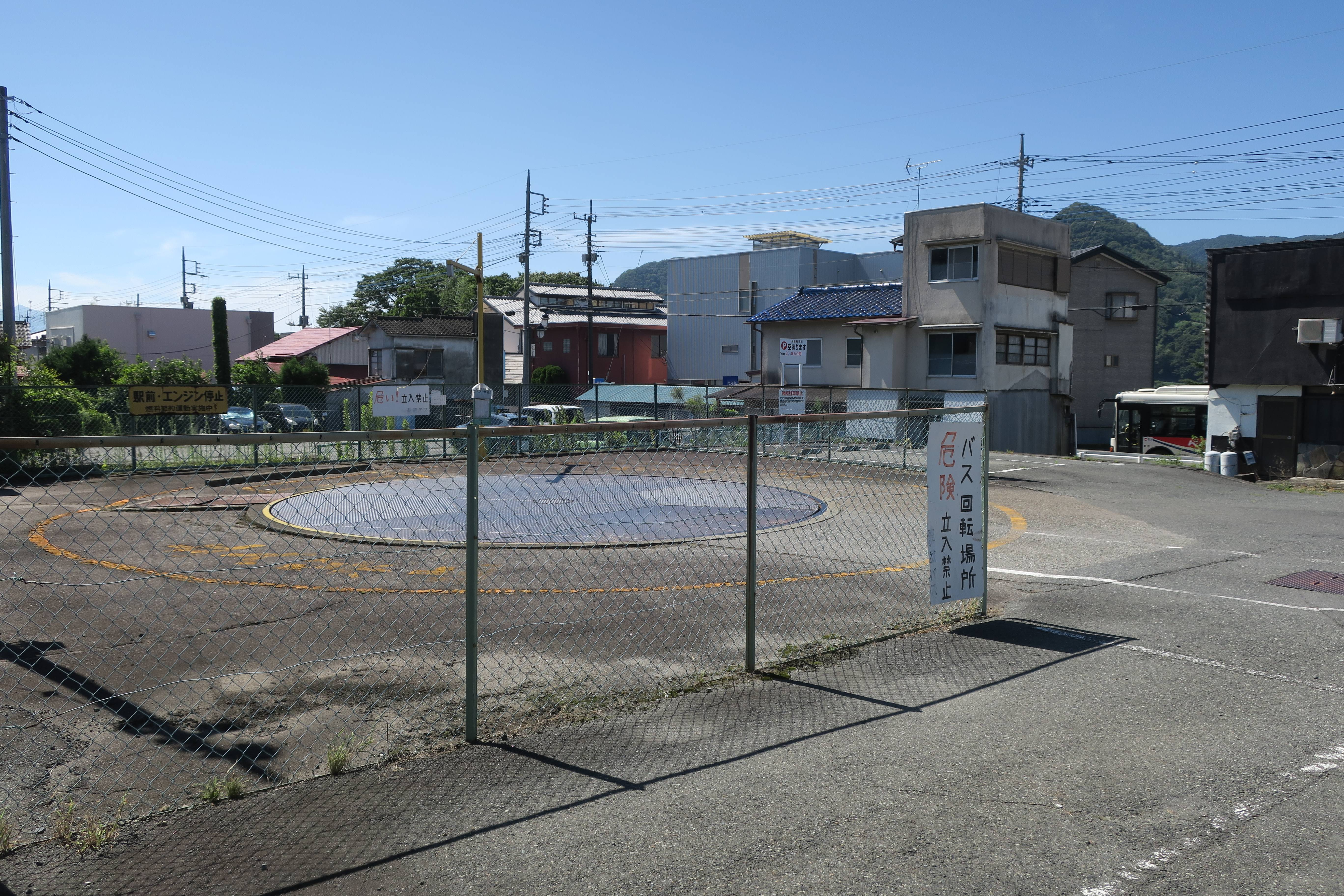
後閑駅にあるバス用ターンテーブル
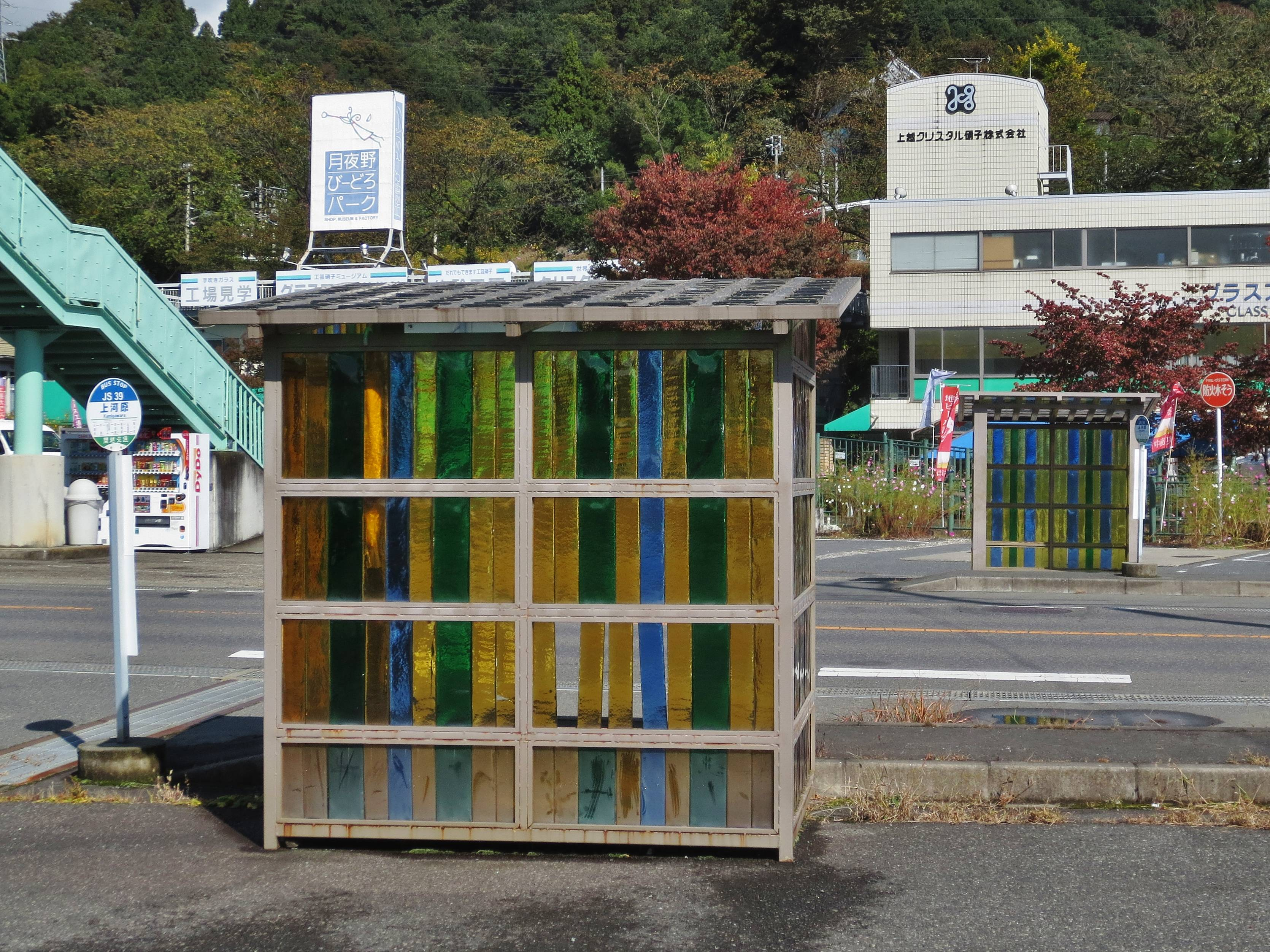
上河原バス停 月夜野びーどろパーク最寄り停留所であった

## 施設

### 行政

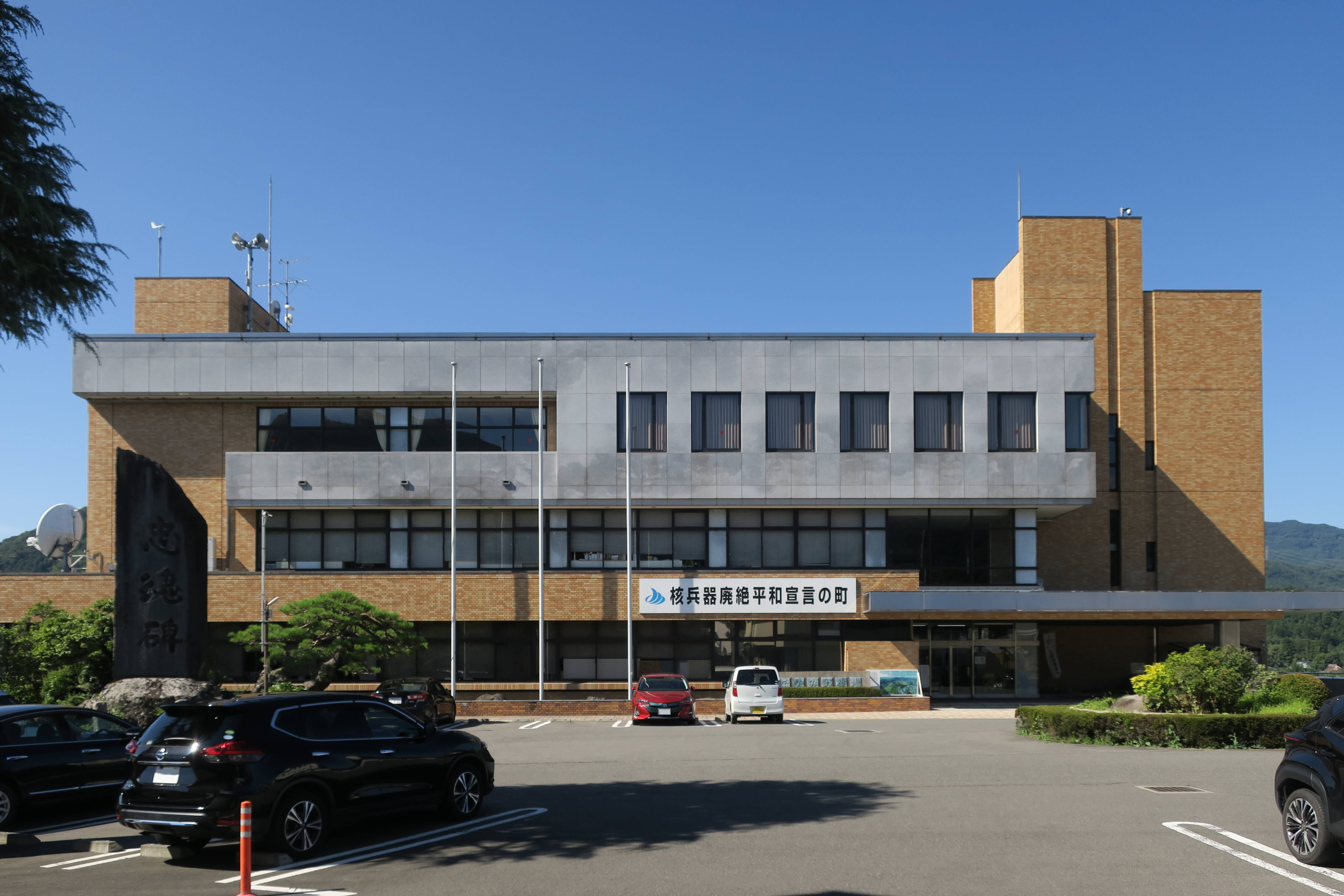
みなかみ町役場本庁舎
左の石碑は忠魂碑。

- みなかみ町役場本庁舎（後閑318番地）[7]
- みなかみ町中央公民館（後閑321番地1） - 所管区域は旧月夜野町区域[39]。
- 後閑公民館（後閑1244-7）[40] - 後閑区が管理運営する公民館。2015年（平成27年）12月17日落成式[41]。
- 後閑集落センター（後閑） - 地区指定一時避難所[12]。
- 坂久保集落センター（後閑） - 地区指定一時避難所[12]。

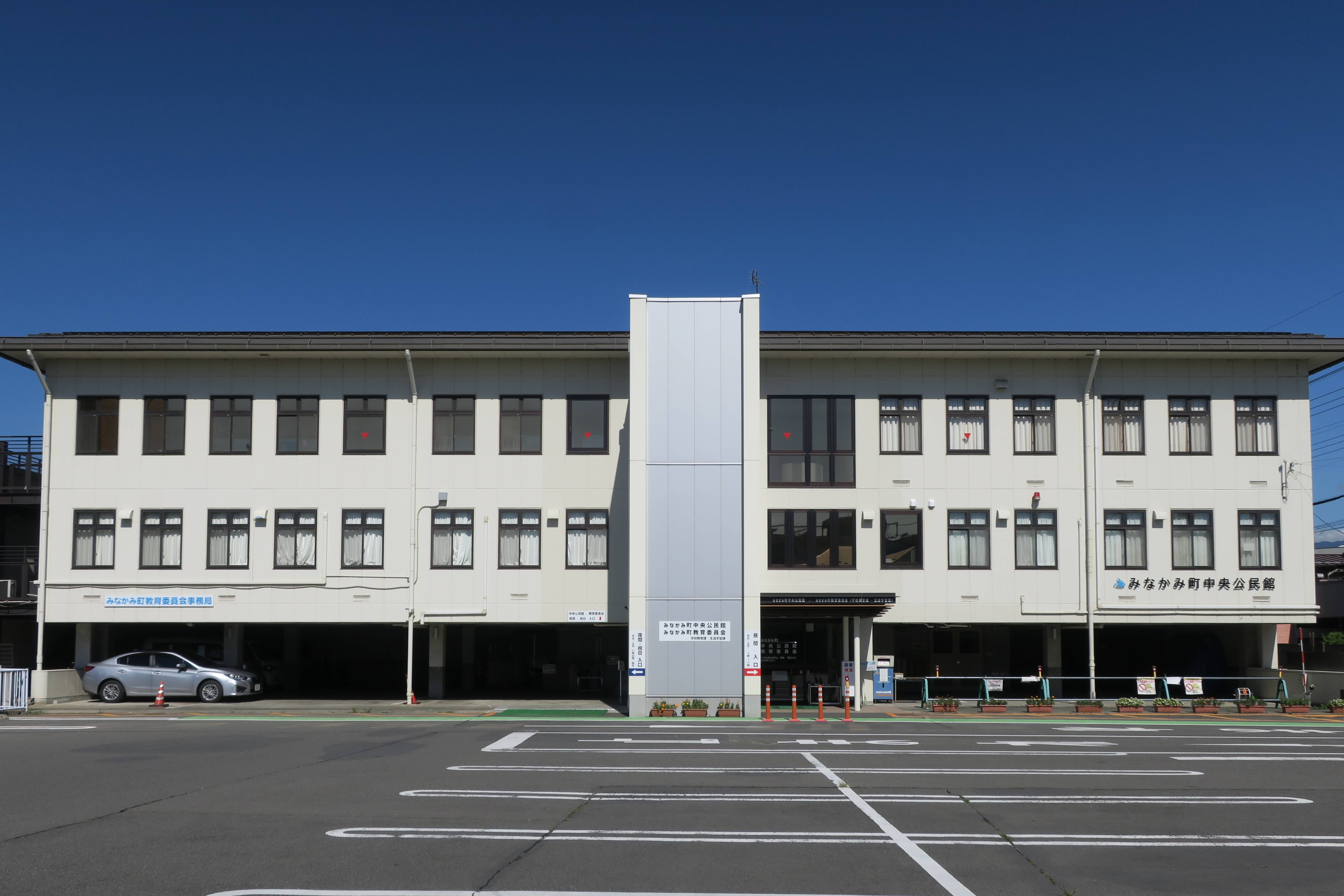
中央公民館
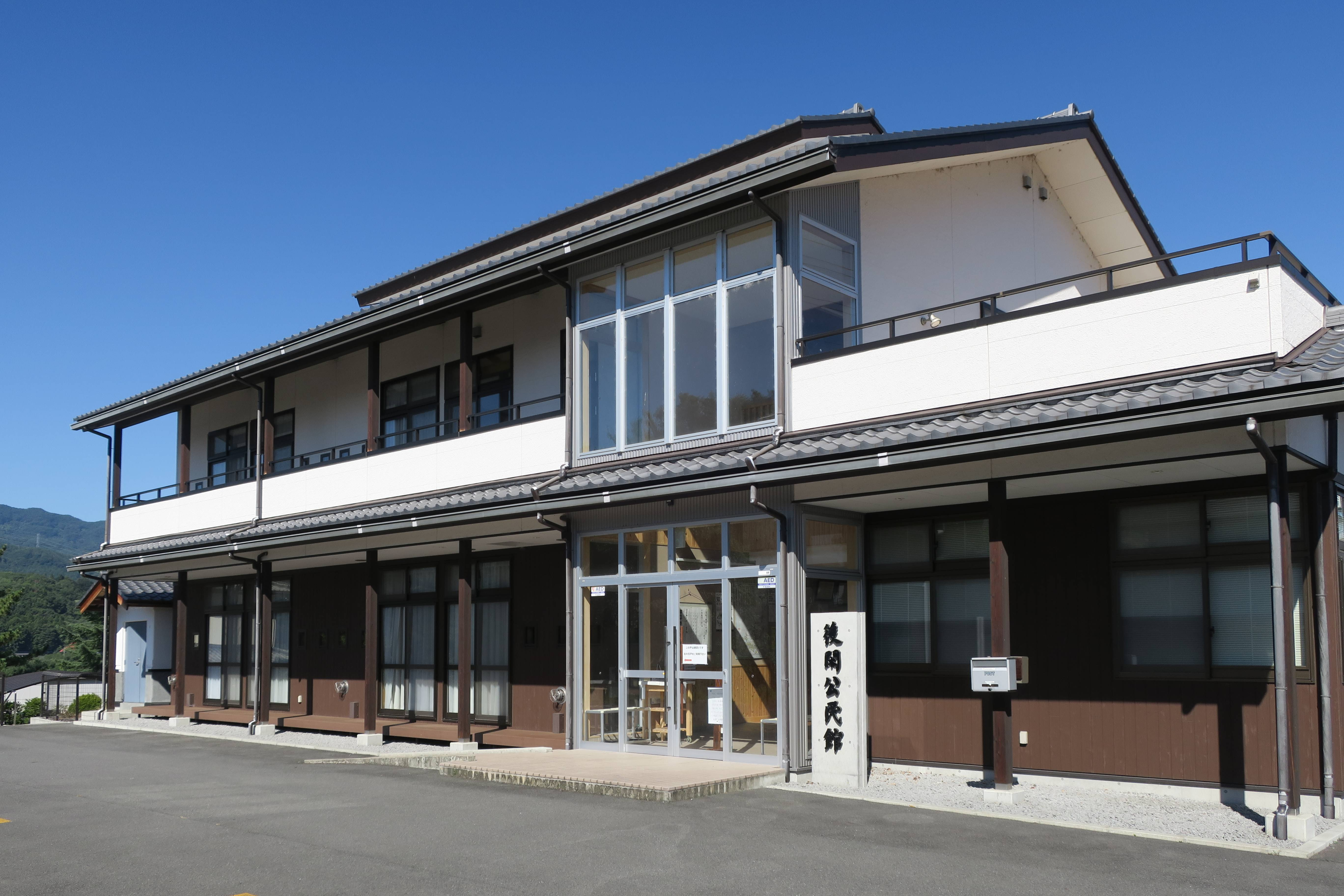
後閑公民館

### 教育

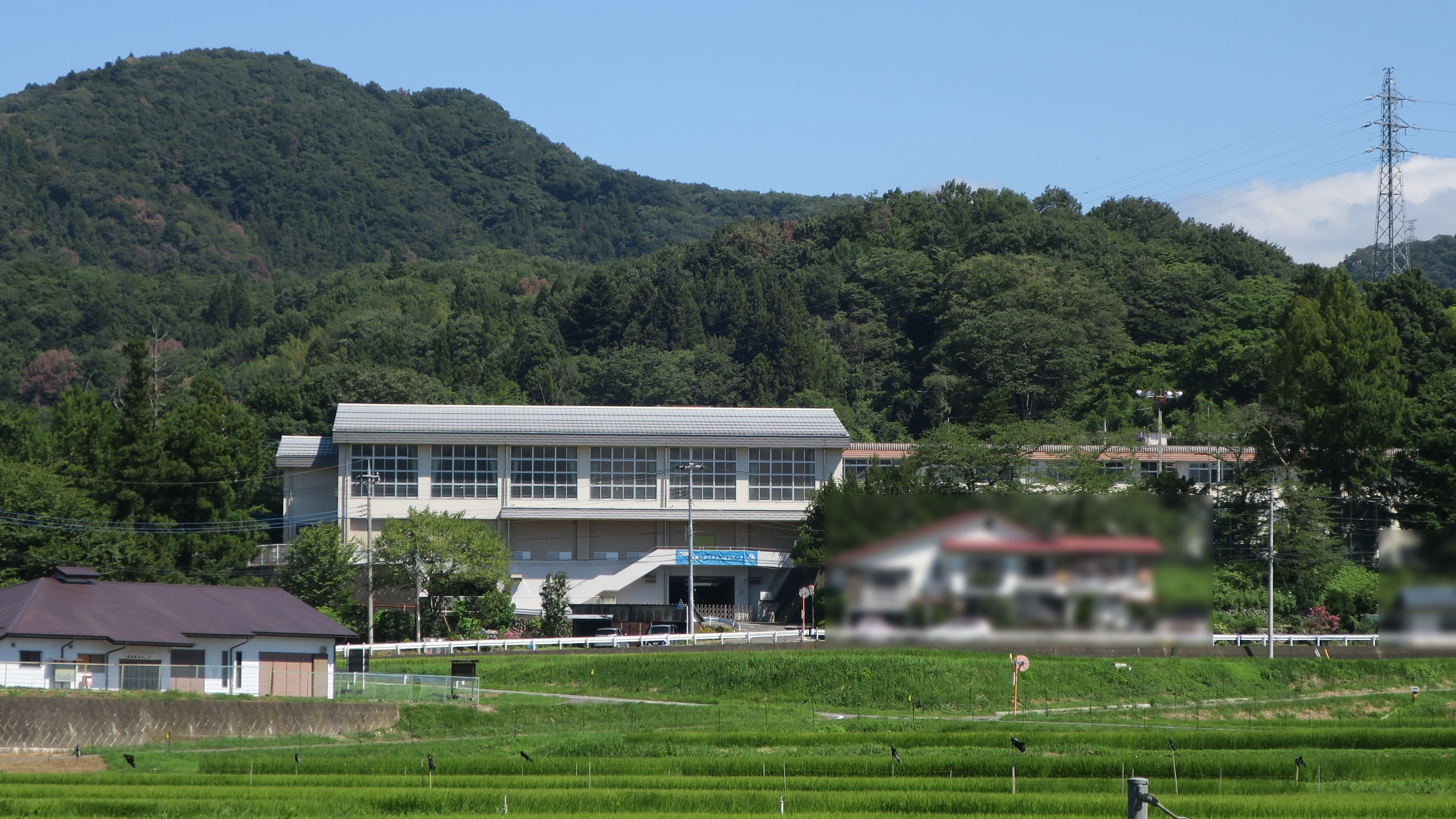
みなかみ町立古馬牧小学校

- みなかみ町教育委員会（後閑318）[42]
- みなかみ町立古馬牧小学校（後閑1064）[42] - 通学区域は後閑（町組区に属する区域を除く）、師、真庭、政所、下牧[43]。1874年（明治7年）7月開校[44]。2026年（令和8年）4月、古馬牧小・桃野小・月夜野北小の3校が統合され、みなかみ町立月夜野小学校が開校予定[45]。
- みなかみ町中央公民館図書室（後閑321番地1）[46]
- 後閑駅ナカ学習室 みんなの放課後ターミナル（後閑駅構内） - 地元学生向けの学習室。2021年（令和3年）4月20日開設。座席数22。利用は月曜日から土曜日まで。事前登録制で料金は無料。英会話教室などのイベントの開催も行っている[30]。
- 翠ゼミナール月夜野教室（後閑329） - 学習塾[47]。

| 大字                             | 小学校                   | 中学校                     |
| -------------------------------- | ------------------------ | -------------------------- |
| 後閑（町組区に属する区域を除く） | みなかみ町立古馬牧小学校 | みなかみ町立みなかみ中学校 |
| 後閑（町組区に属する区域）       | みなかみ町立桃野小学校   | みなかみ町立みなかみ中学校 |

### 公園・運動場・保養所・町営住宅
- 月夜野多目的広場（後閑38）[48] - グラウンド・ゴルフ場8ホール×3コース[49]。
- 月夜野屋内ゲートボール場（後閑38-1）[48] - ゲートボール2面[49]。
- 大中島公園（後閑字大中島地内）[48] - テニスコートとして全天候3面、クレー4面（うちナイター2面）[49]。利根川右岸にあり、桜の名所としても知られる[50]。
- 町営温泉センター三峰の湯（後閑2265）[48] - 月夜野温泉の日帰り入浴施設。源泉かけ流し[51]。2025年（令和7年）6月6日よりレジオネラ症対策のため塩素系薬剤を使用している[52]。
- 町営住宅上河原団地（後閑666、684-2）[53]

| 団地   | 棟 | 建設年度 | 構造 | 階数 | 間取り | 戸数 | 耐用年数年度 |
| ------ | -- | -------- | ---- | ---- | ------ | ---- | ------------ |
| 上河原 | 11 | 1980     | 耐火 | 3    | 3K     | 12   | 2050         |
| 上河原 | 12 | 1981     | 耐火 | 2    | 3K     | 8    | 2051         |
| 上河原 | 13 | 1982     | 耐火 | 2    | 3K     | 8    | 2052         |

### 警察・消防・防災
- みなかみ町を管轄する警察は沼田警察署[55]。

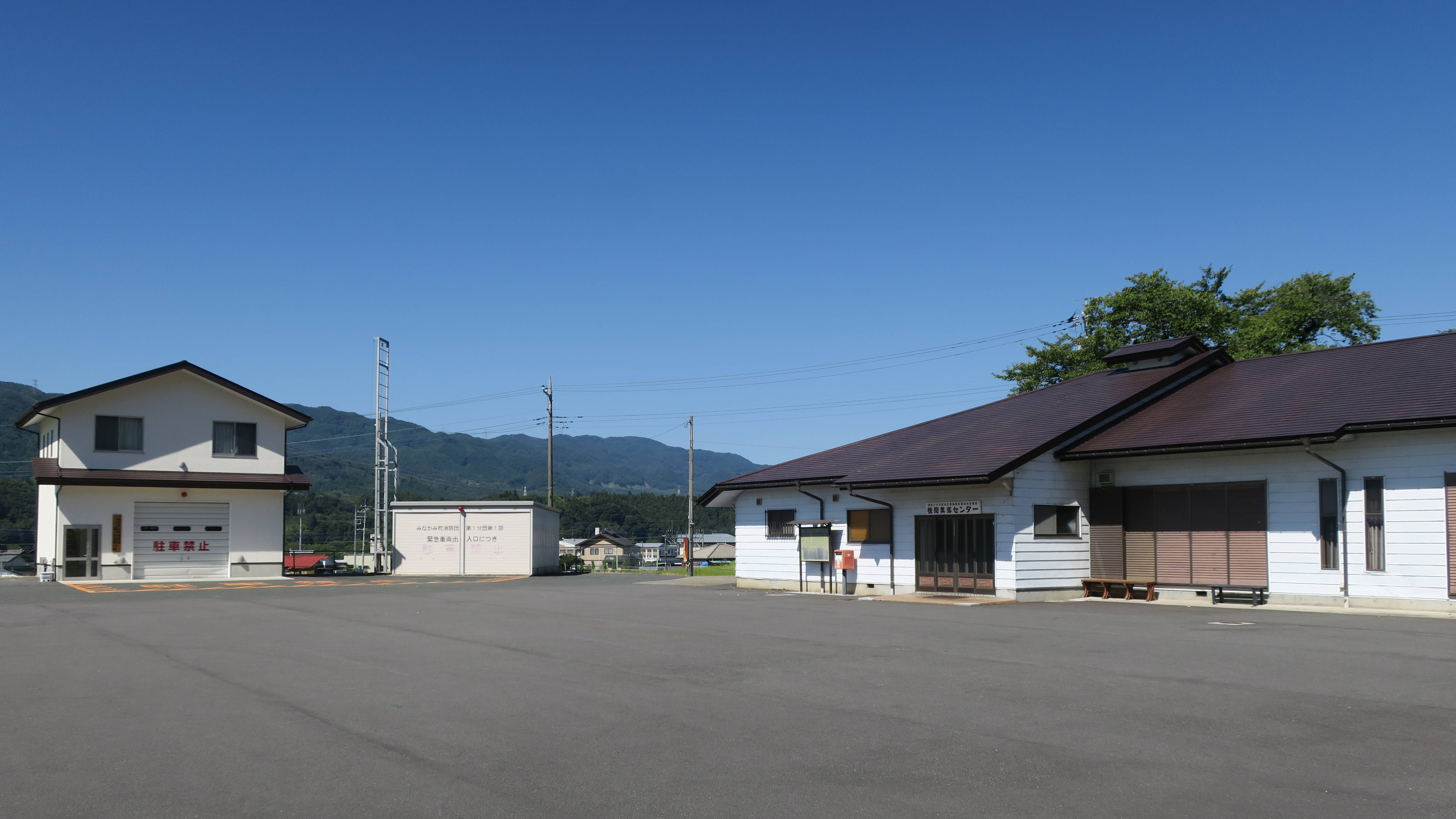
消防団を併設する後閑集落センター

- みなかみ町を管轄する消防署は利根沼田広域市町村圏振興整備組合利根沼田広域西消防署および利根沼田広域北消防署[56]。
- 消防団は第1分団第1部[57]。
  - 第1部第1班詰所（後閑149番地2）[58]
  - 第1部第2班車庫（後閑382番地3）[58]
- 利根沼田望郷ライン沿いに後閑観測所があり、気温・降水量・降雪量・積雪深といった気象観測のほか、道路ライブカメラを併設し、ウェブサイトを通じて公開している[59]。
- 上越線以東の傾斜部はがけ崩れや土石流といった土砂災害のほか、渓流や用水路の氾濫が想定されている。一方、上越線以西では利根川増水による浸水被害が想定されている[12]。古馬牧小、中央公民館が指定緊急避難場所および指定避難所に指定されている。大中島公園および月夜野多目的広場は指定緊急避難場所に指定されているが、洪水に対しては不適である[60]。

### 医療
- 利根保健生活協同組合生協みなかみ歯科（後閑587-3） - 2011年（平成23年）4月5日、利根保健生活協同組合により開設。診療科目は歯科、矯正歯科、小児歯科、歯科口腔外科[61]。

### 通信

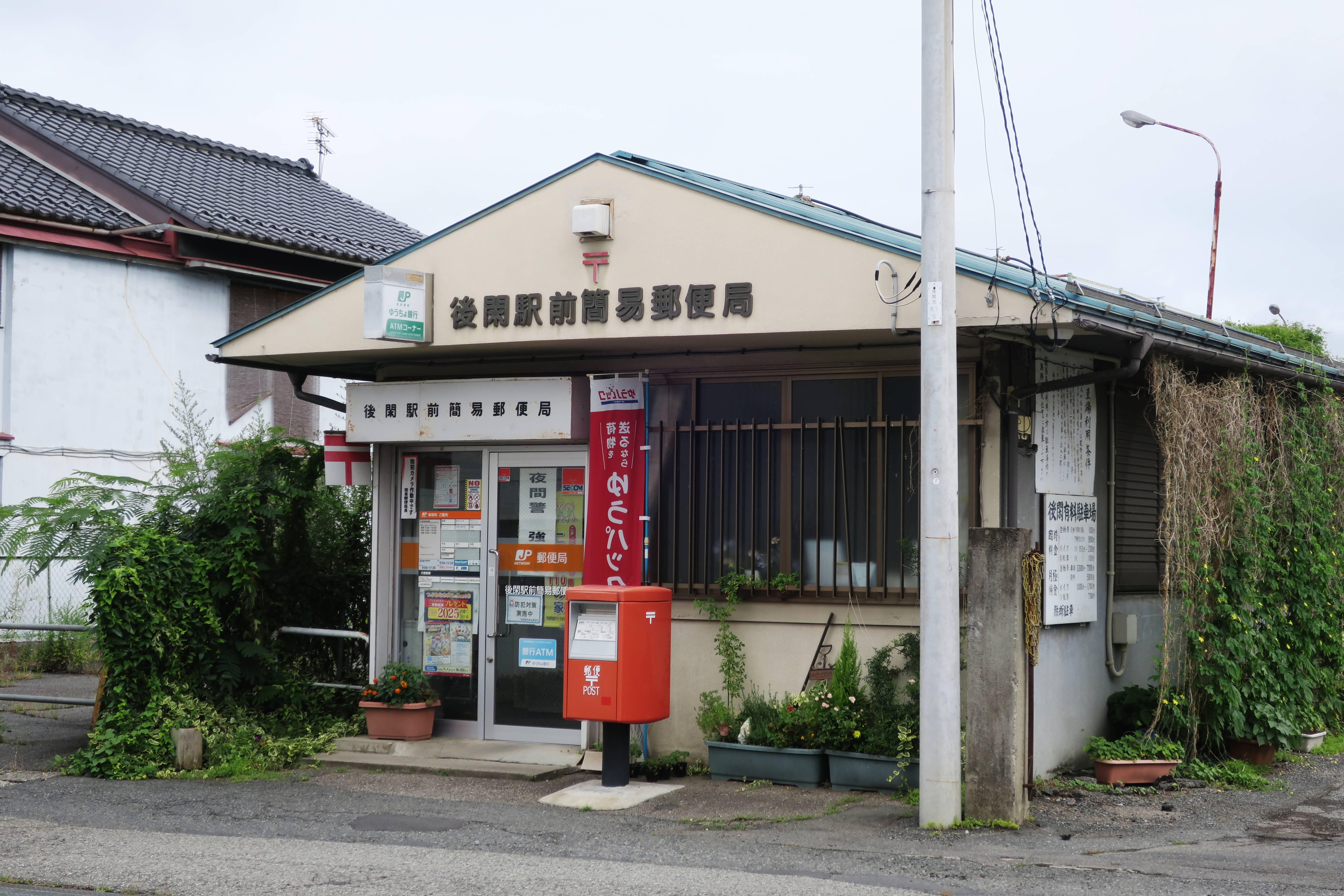
後閑駅前簡易郵便局

- 後閑駅前簡易郵便局（後閑330-2） - 郵便窓口、貯金窓口、ATM、保健窓口を設置。駐車場5台[62]。開局は1963年（昭和38年）1月11日。後閑駅周辺の人口増に伴う通信需要の高まりに応えるかたちで開設され、1973年（昭和48年）に移転するまでは役場内の一角を簡易郵便局スペースとして利用していた[63]。

### 宗教
- 小高諏訪神社（こだかすわじんじゃ、後閑2531番地）[64]
  - 小高諏訪神社の獅子舞（後閑2531） - 1970年（昭和45年）4月1日、町の重要無形民俗文化財に指定[65]。
  - 小高諏訪神社の桜 - 当社の神木。エドヒガンの巨樹で、樹齢数百年と推定されている。2024年（令和6年）8月26日、みなかみ町地域遺産の天然記念物（動植物）に認定[66]。
- 明徳寺（後閑1478） - 曹洞宗の寺院[67]。「徳」の字は「心」の上に「一」が入るのが正しい[68]。本尊は江戸・駒込の吉祥寺から月夜野の嶽林寺を経て移入したもの。1981年（昭和56年）5月6日、「明徳寺の木造聖観音坐像」として群馬県指定重要文化財（彫刻）に指定され、月夜野郷土歴史資料館で展示されている[13]。
- 天理教古馬牧分教会（後閑403番地）[67]

### 遺跡・史跡
- 八束脛洞窟遺跡（後閑3430） - 1978年（昭和53年）4月1日、町の史跡に指定[65]。石尊山中にある弥生時代中期の墓地[13]。出土した人骨や歯には人為的に開けられたと思われる穴があることから、再葬墓の場所であったと考えられている。出土品は2024年（令和6年）8月26日にみなかみ町地域遺産の有形文化財（考古資料）に認定され、月夜野郷土歴史資料館にて展示が行われている[66]。なお、「八束脛」（やつはぎ）とは当地に住むとされる、こぶし8つ分のすね（脛）の長さをもつ大男から[13]（羊太夫#八束小脛を参照）。

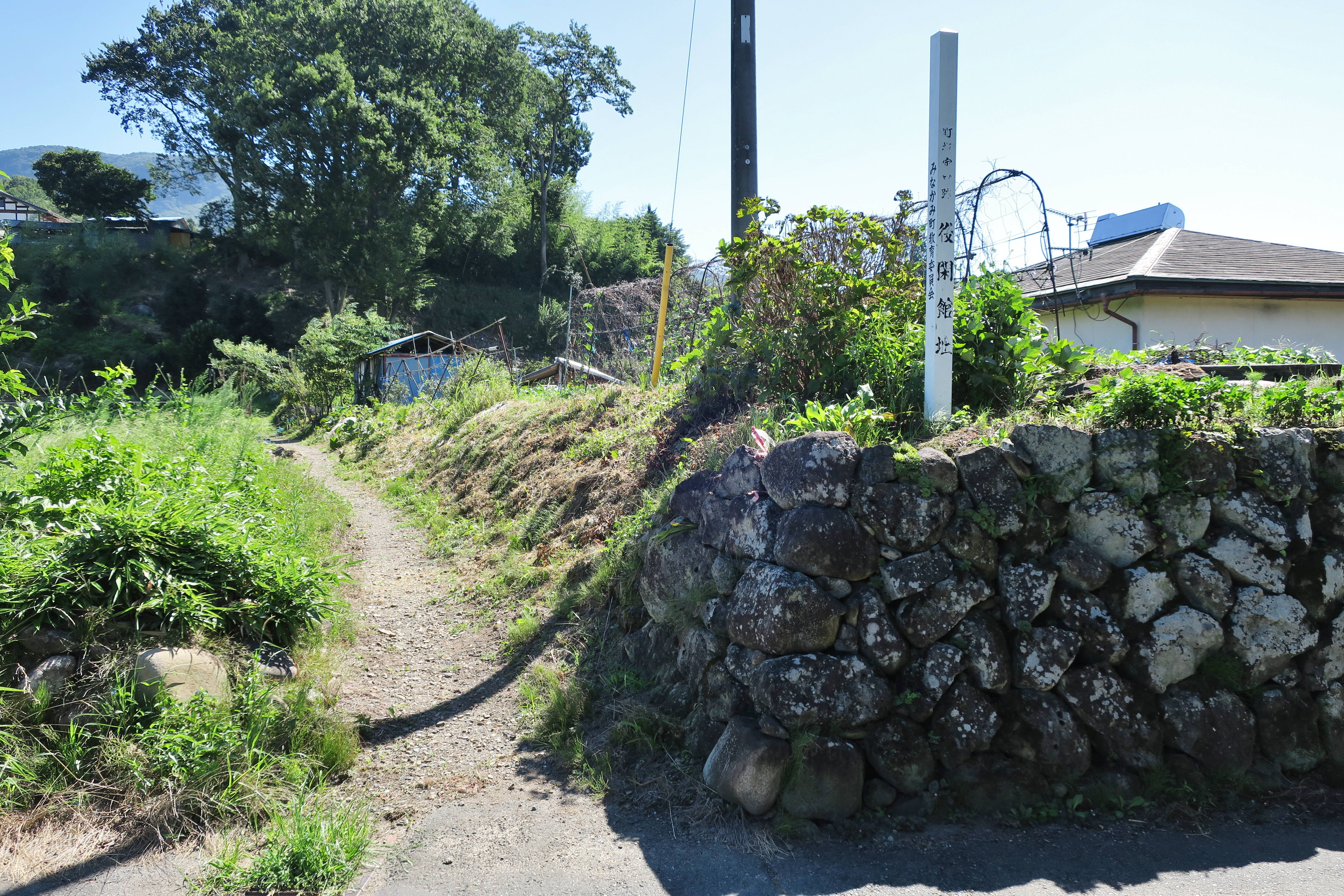
後閑館祉

- 後閑館祉（後閑466外） - 1975年（昭和50年）5月21日、町の史跡に指定[65]。南北朝時代、康永年間（1342年 - 1345年）に後閑次郎祐房が築いた館で、後閑氏はその後文禄元年（1592年）まで村を治めた。往時の建物や石垣は失われ、土塁が残る程度である[13]。
- 明徳寺城址（後閑1717-1外） - 1970年（昭和45年）4月1日、町の史跡に指定[65]。戦国時代、天正年間に北条氏が築城し、真田昌幸の名胡桃城と相対した[13]。天正8年、真田昌幸は明徳寺城を奪取し、沼田城攻めの前線基地とした[69]。
- 稗田地下飛行機工場（後閑1520他）[70] - 後閑駅から東へ1km、明徳寺城址がある丘の地下で建設が進められ、未完のまま終わった中島飛行機の地下部品工場[8]。戦時中に海軍工作隊600人に、群馬県内および朝鮮からの徴用者や学徒勤労動員された中学生と中国人捕虜ら300人を加え、7本のトンネルを掘削し尾島工場を移転させる計画であった[71]。荒廃した施設を戦争遺跡として保全しようとする動きがある[72]。

### その他文化財

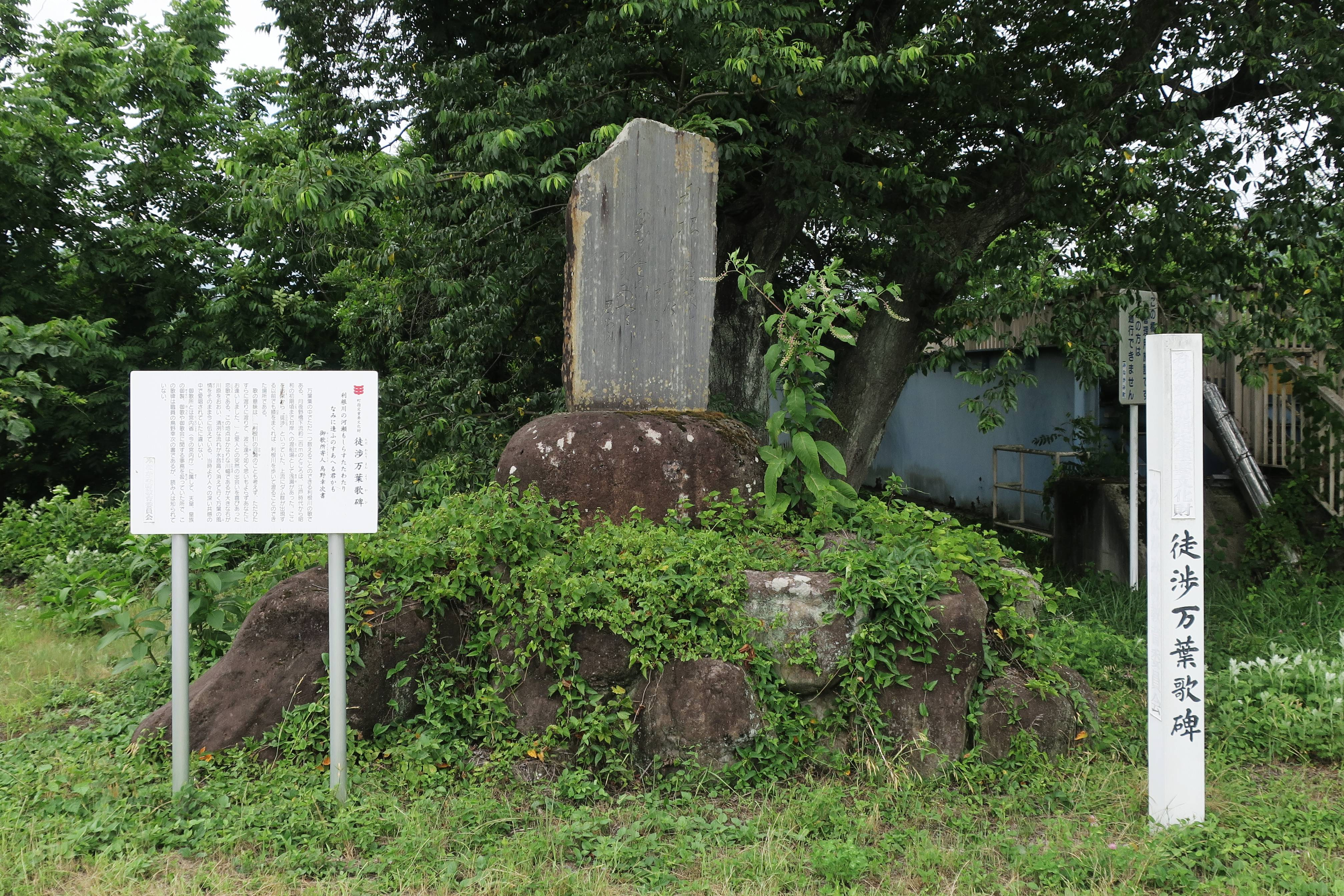
徒渉万葉歌碑

- 徒渉万葉歌碑（後閑、利根川河川敷） - 1977年（昭和52年）12月1日、町の重要文化財に指定[73]。万葉集で利根川を歌った唯一の歌である「利根川の河瀬も知らすたたわたりなみに逢ふのすあへる君かも」を記した歌碑（石造物）[13]。1934年（昭和9年）、利根考古学会により設置。揮毫は島野幸次[74]。
- 玉泉寺の禁芸碑 （後閑2920-2） - 1980年（昭和55年）6月1日、町の重要文化財に指定[73]。宝暦10年（1760年）、禅寺である玉泉寺の十八世正順高眼和尚が、修行の妨げになるとして寺院内への大道芸人の立ち入りを禁止するために建立したもの[13]。
- 貞享の水帳（後閑318、みなかみ町役場内） - 1970年（昭和45年）4月1日、町の重要文化財に指定[73]。江戸時代、沼田城主であった真田氏が改易となった後に行われた再検地の記録である[75]。

### かつて存在した施設
- 月夜野びーどろパーク（後閑737-1） - ガラス工場における工場見学や吹きガラス・絵付け体験を行っていたほか、併設のグラスアート美術館ではローマガラスやアール・デコといった骨董品を展示していた[76]。みなかみ町の主要な観光施設の一つであったが、2023年（令和5年）10月1日をもって廃業した[77]（上越クリスタル硝子を参照）。
- 月夜野ドーム（後閑336-1） - パチンコ店。2022年（令和4年）8月10日に閉店した[78]。
- みねの湯つきよの館（後閑1739-1）[79] - 月夜野温泉の温泉宿。インドネシアのジャワ島で日本兵として終戦の日を迎えながらも、スマラン事件で多くの戦友を失った都筑理が、1988年（昭和63年）に「鎮魂之碑」を三峰山中腹に建立した。高さ20メートルの白い塔で、内部にはそれぞれジャワ島と満州を向いた仏像が安置されている。その翌年、慰霊のために訪れる客を迎える温泉宿として開業したのが当館である。常連客だった東野英心は当館をモデルに舞台『本陣の定休日』の脚本を制作した[80]。2024年（令和6年）2月末日をもって閉館した[81]。
- 有限会社ダイリン（後閑329番地、法人番号：1070002035466、2025年4月30日登記閉鎖） - 1940年（昭和15年）創業、1949年（昭和24年）設立の建設会社。製材会社としてスタートし、木造住宅の新築・増改築工事に進出。1998年（平成10年）12月期には年間3億1500万円の売上を計上した。しかし過疎化や他社との競合、不動産収入の減少、後継者不足といった要因が重なり、2023年11月9日に破産手続開始の決定となった[82]。

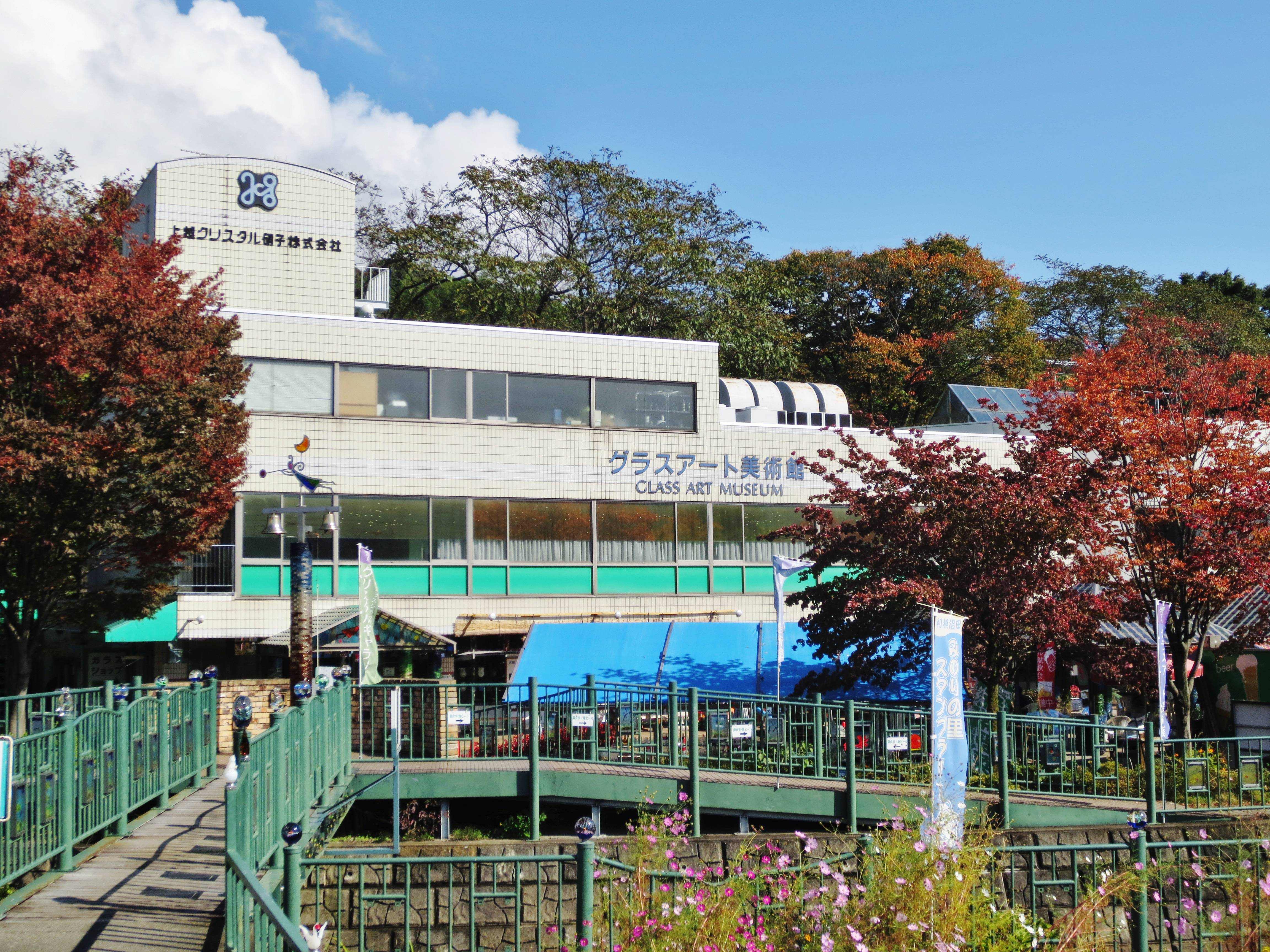
月夜野びーどろパーク・グラスアート美術館（2015年）
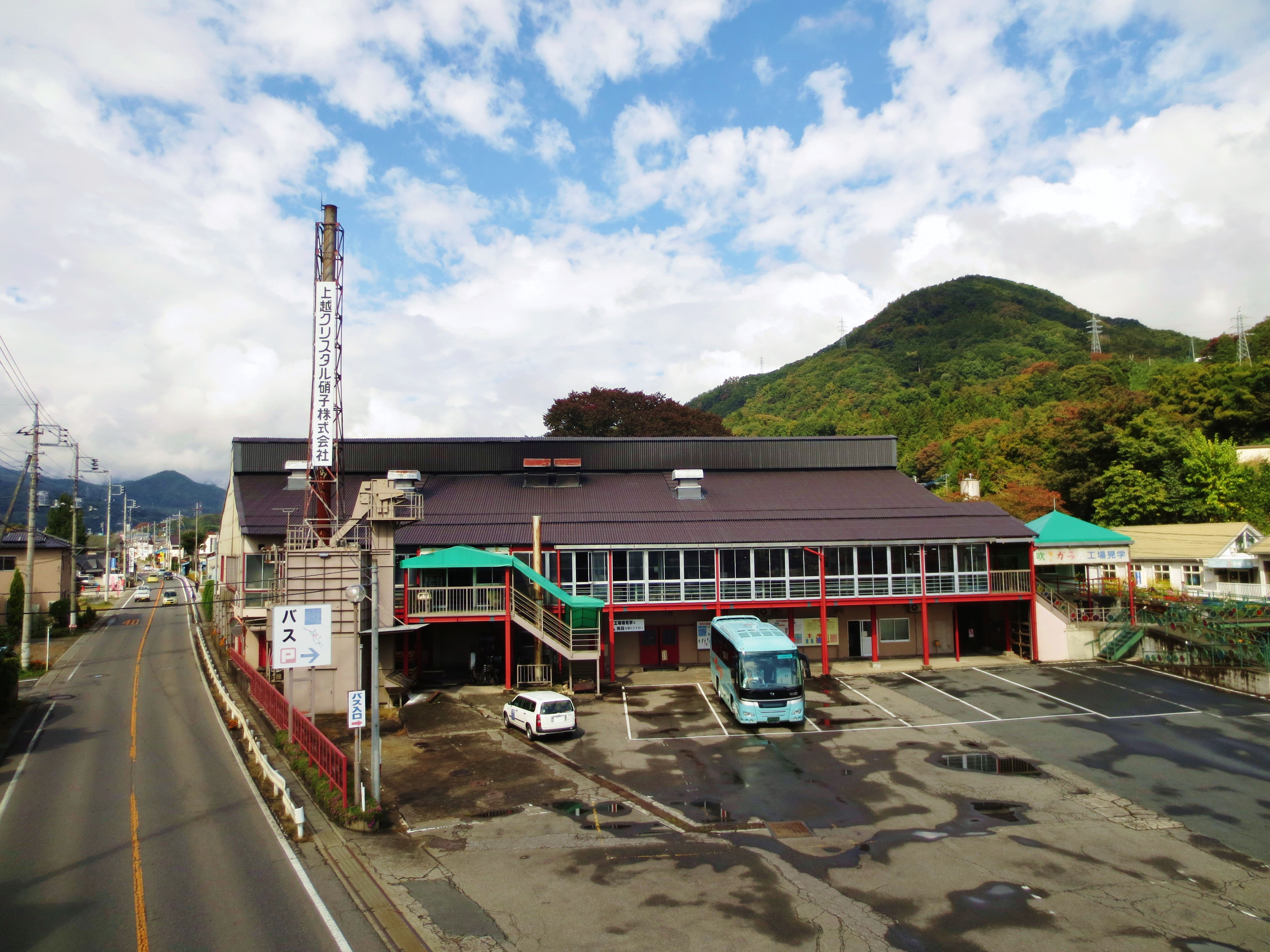
上越クリスタル硝子本社工場（2015年）
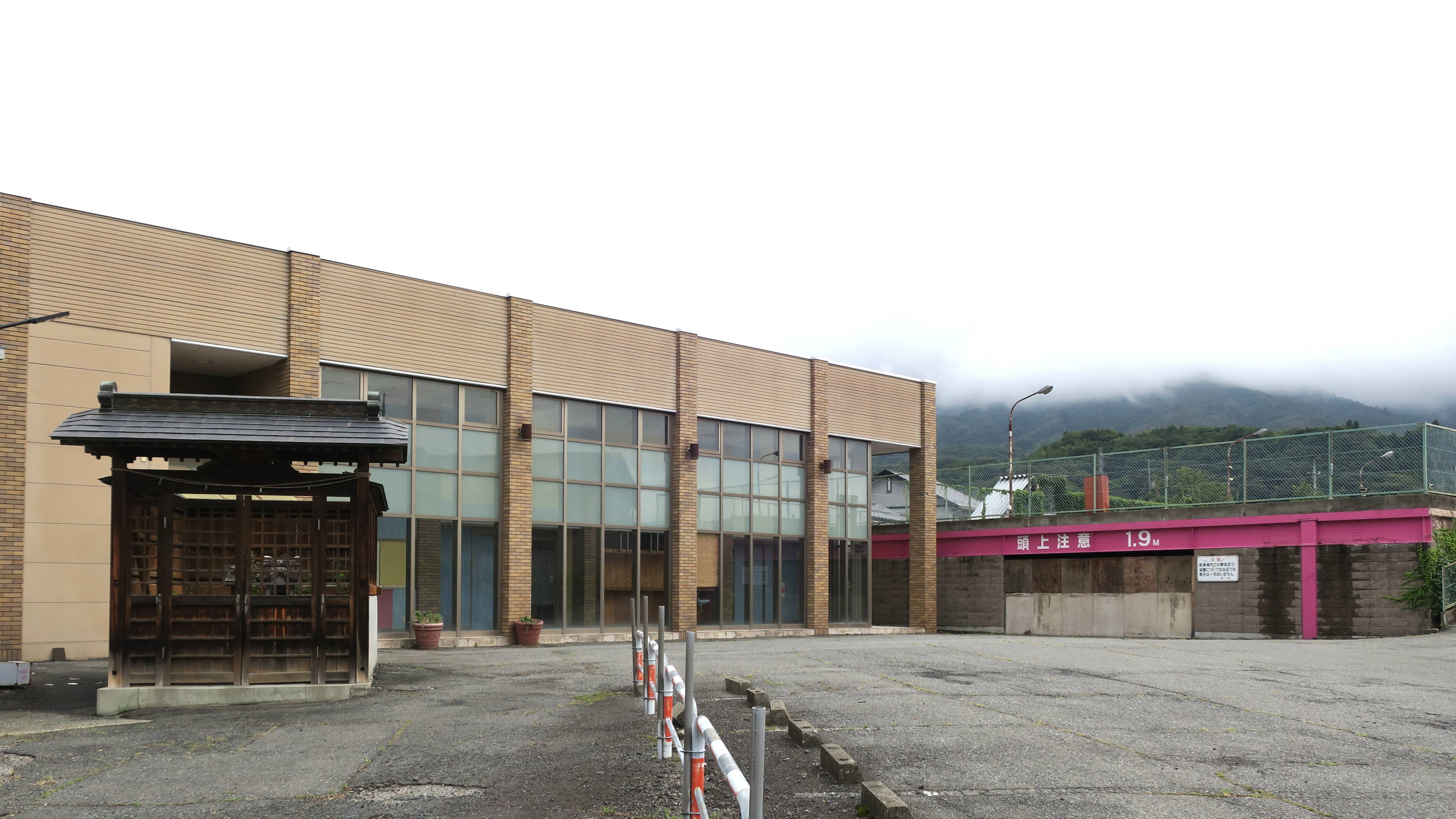
月夜野ドーム跡（2025年）
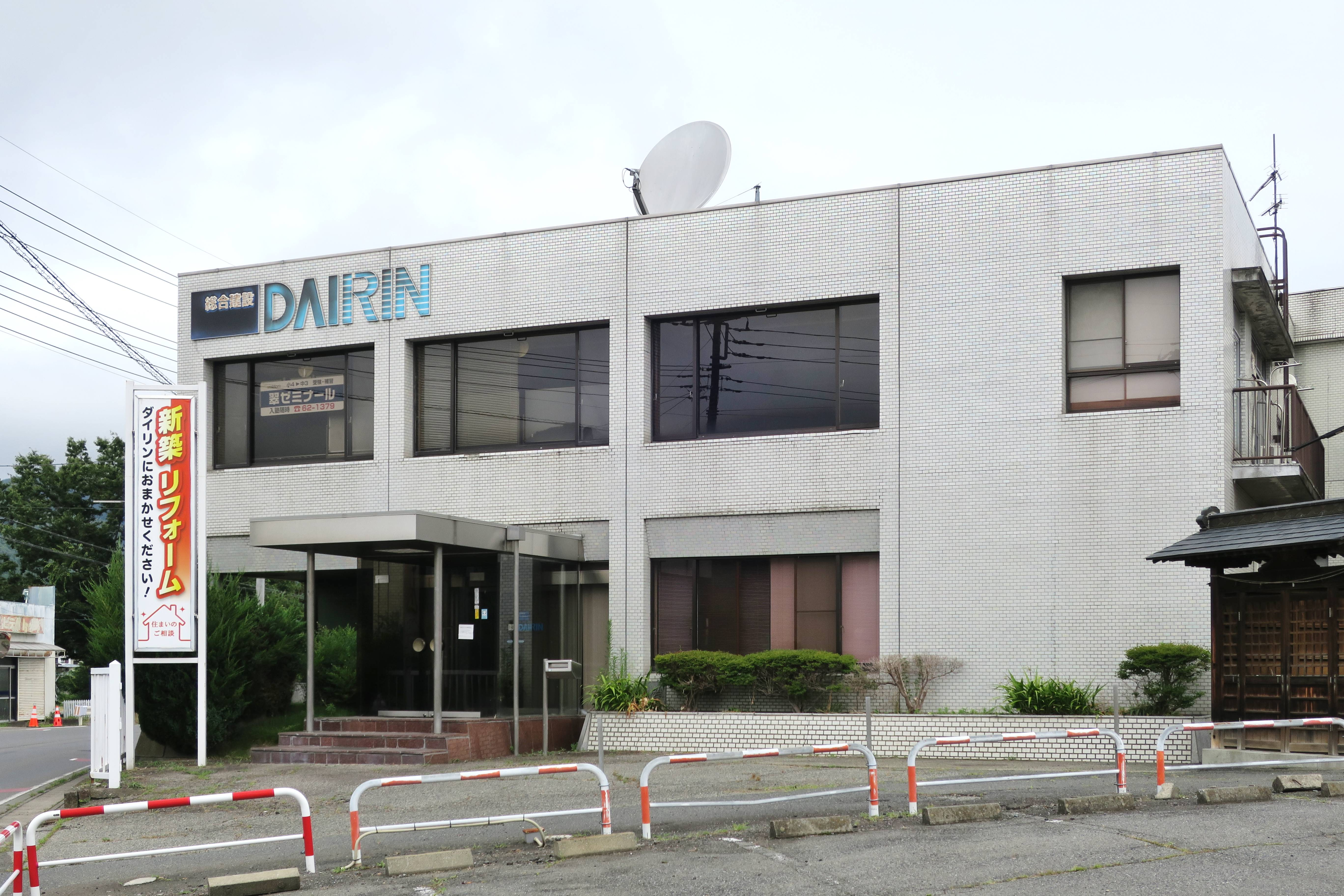
ダイリン本社跡 翠ゼミナールが入所（2025年）

## 出身の人物

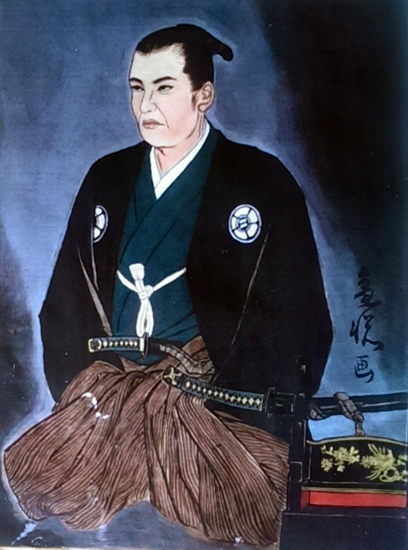
櫛淵宣根

- 櫛淵宣根（虚中軒） - 江戸時代の剣豪で、神道一心流の祖。後閑出身で、道場を後閑のほか江戸に設けた[13]。